# Роджерс, Майкл (военный)
Майкл Ро́джерс (англ. Michael S. Rogers; род. 1959) — американский военный деятель, адмирал (2014), со 2 апреля 2014 по 4 мая 2018 — директор АНБ и командующий Кибернетическим командованием США.

## Биография
Родился в Чикаго, окончил школу New Trier в Иллинойсе в 1977 году, в 1981 году — Обернский университет (штат Алабама), после чего служил в ВМС США, принимал участие в операциях на Гренаде, в Бейруте, в Сальвадоре. В 1986 году направлен на обучение специальности «криптология».
Во время войны в Ираке 2003 года Роджерс служил в Объединенном комитете начальников штабов, где специализировался на организации сетевых компьютерных атак. В 2007 году был назначен директором разведки Тихоокеанского командования, в 2009 — директором разведки Объединённого комитета начальников штабов, а с октября 2011 по апрель 2014 был командующим 10-м флотом США (Кибернетическим командованием ВМС США).
В январе 2014 года администрация Обамы объявила, что Роджерс займёт должности директора Агентства национальной безопасности и командующего Кибернетическим командованием США с марта 2014 года, сменив на этих должностях генерала К. Александера. Замещение должности директора АНБ не требует одобрения Сената США, но замещение должности главы Кибернетического командования требует одобрения Сената.
Майкл Роджерс награждён медалью «За отличную службу», тремя медалями похвальной службы, Единой наградой воинской части и другими наградами.